# مدار الجدي

خريطة العالم تظهر مدار الجدي

مدار الجدي أو المدار الجنوبي، هو أحد الخمس دوائر العرض الرئيسية التي تظهر في خريطة الأرض. يقع مدار الجدي على عرض 23° 26' 10.8" جنوب خط الاستواء، ويعتبر تعارفا على أنه أقصى حد تصله أشعة الشمس بشكل عمودي في نصف الكرة الجنوبي.

## موقع
يَعْبُر مدار الجدي شمالي تشيلي والأرجنتين وباراغواي، وجنوبي البرازيل في أمريكا الجنوبية. وفي قارة أفريقيا يعبر مدار الجدي ناميبيا وبتسوانا وجنوب أفريقيا وموزمبيق ومدغشقر. كما يمر أيضًا عبر أواسط أستراليا.

## معرض صور

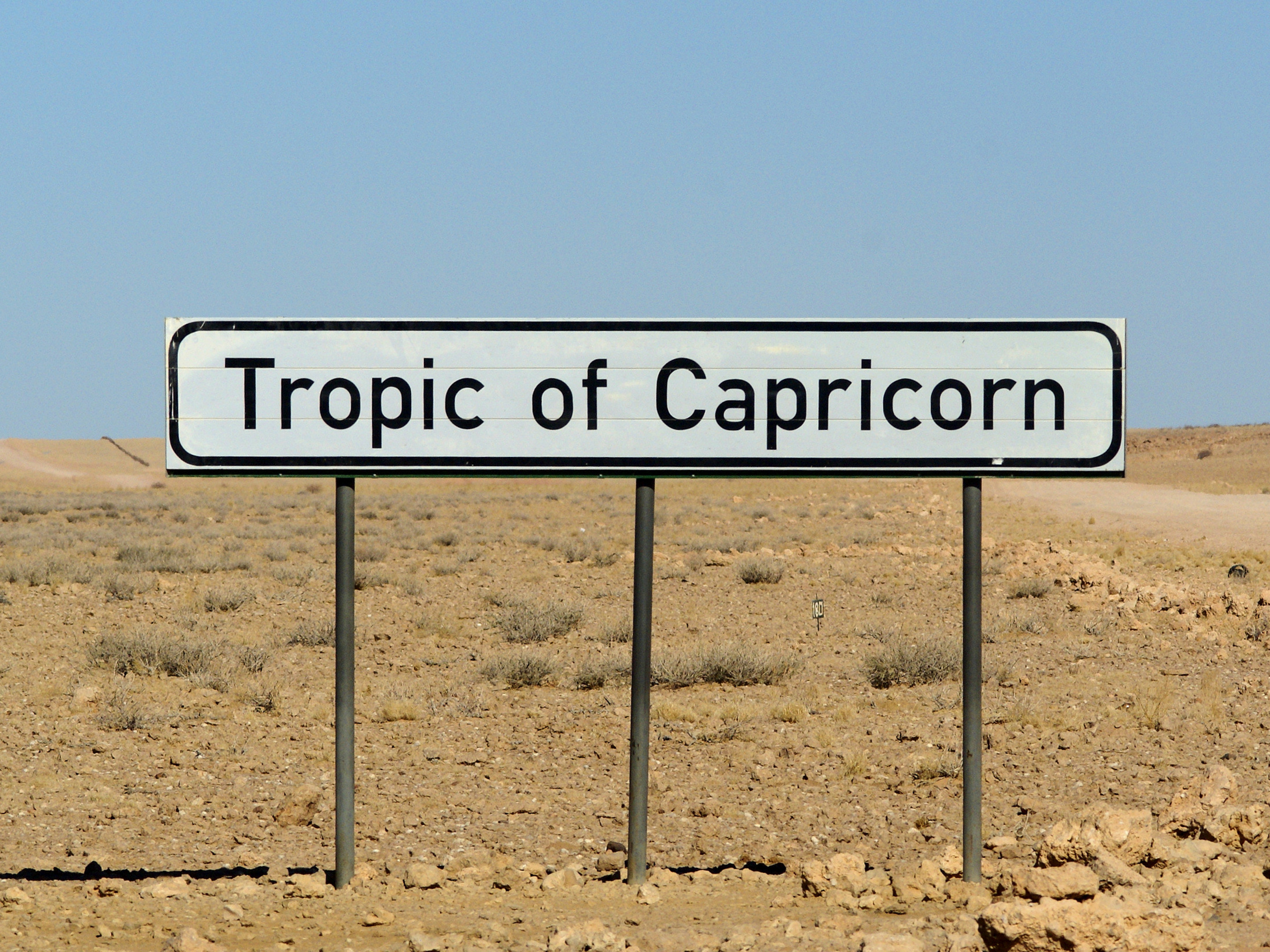
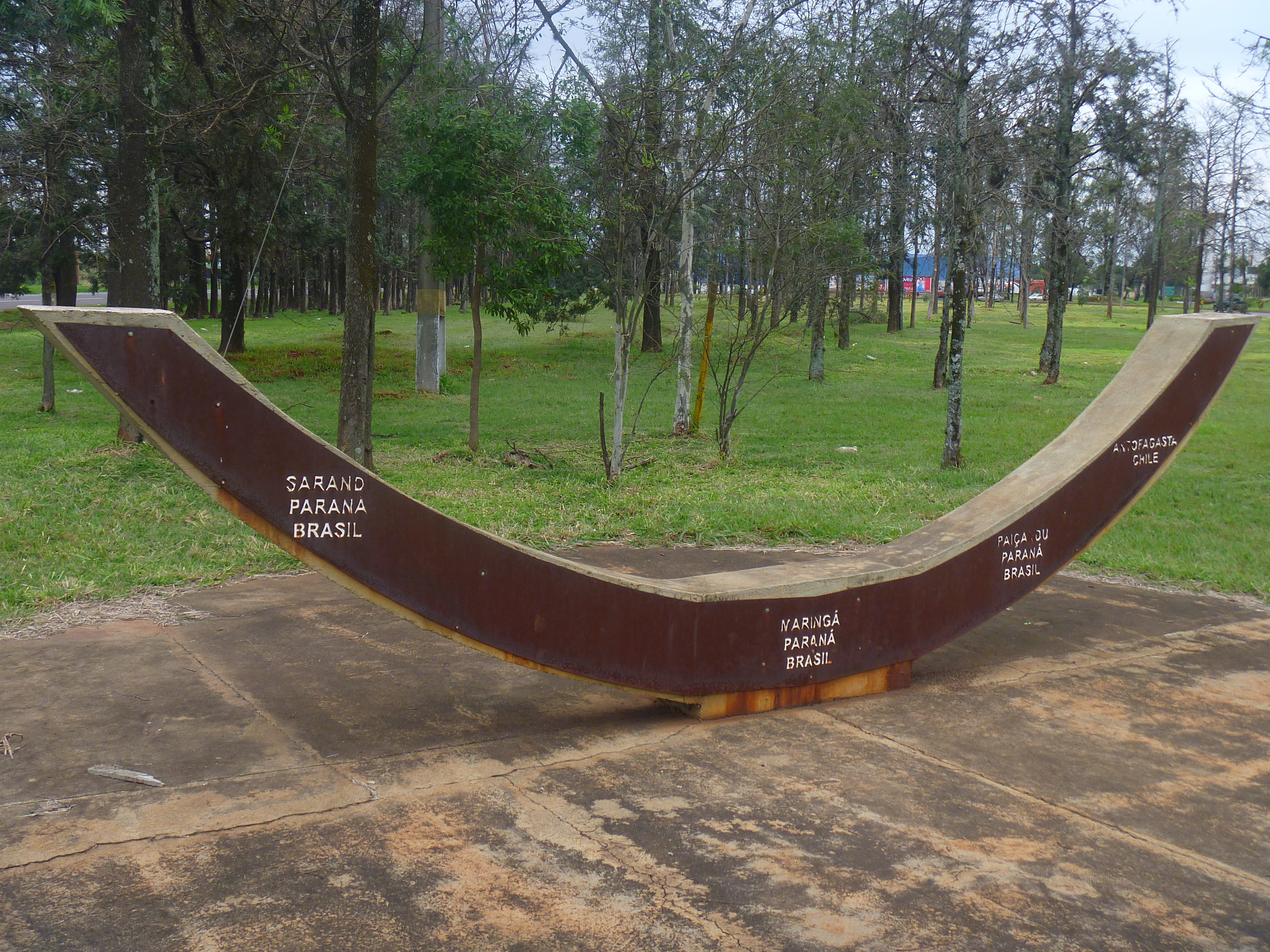
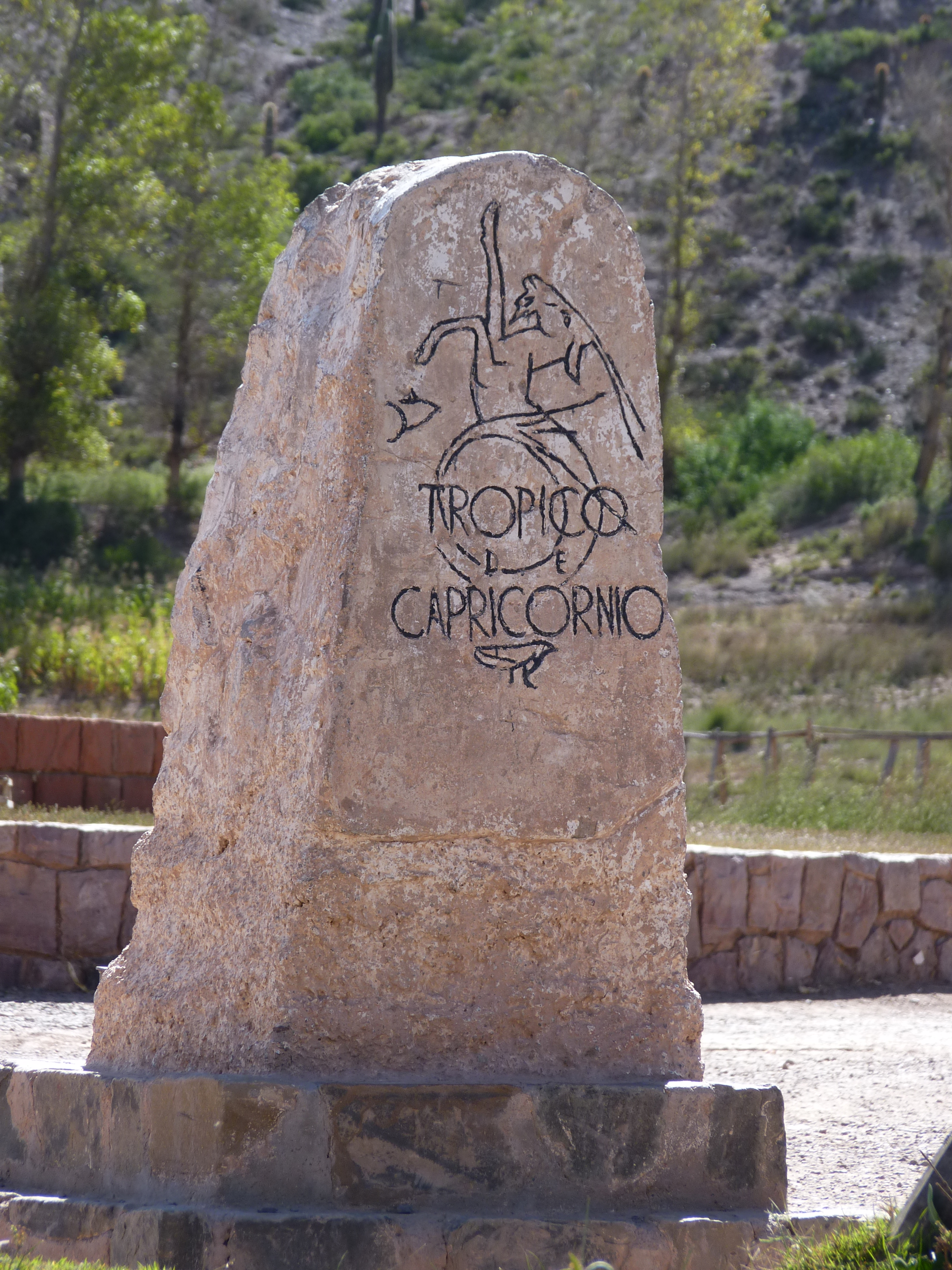
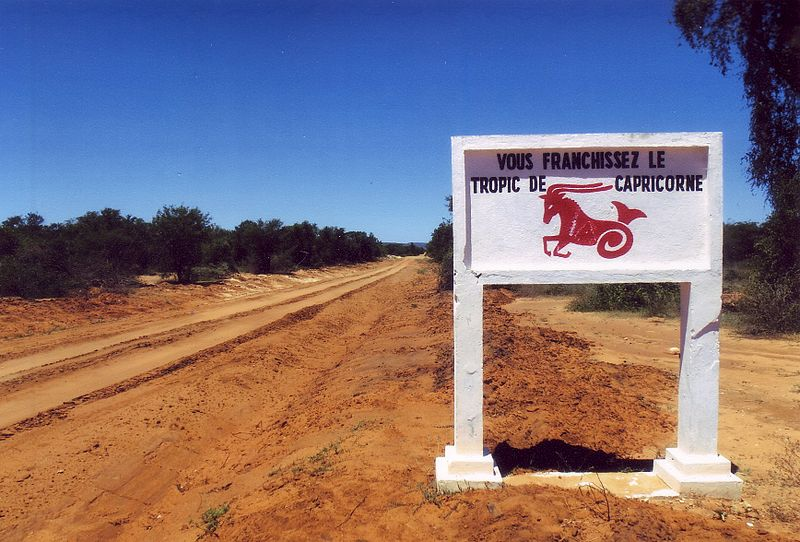
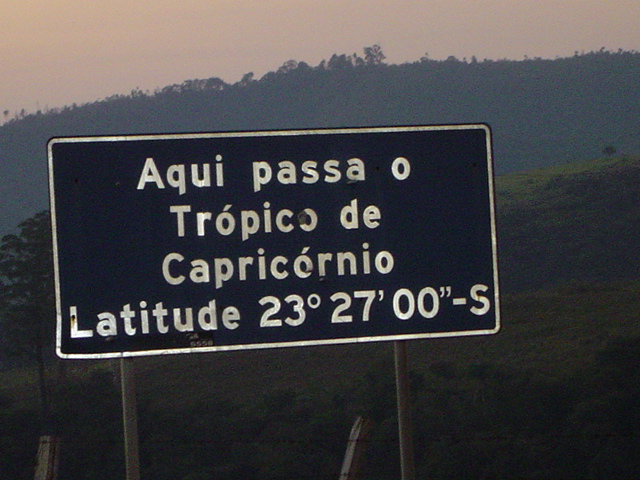